# Isole Vergini Britanniche ai Giochi della XXIX Olimpiade
Le Isole Vergini Britanniche ha partecipato ai Giochi della XXIX Olimpiade di Pechino, svoltisi dall'8 al 24 agosto 2008, con una delegazione di 2 atleti.

## Atletica leggera
| Gara            | Atleta           | Batterie | Batterie | Quarti | Quarti | Semifinali | Semifinali | Finale | Finale |
| Gara            | Atleta           | Tempo    | Pos.     | Tempo  | Pos.   | Tempo      | Pos.       | Tempo  | Pos.   |
| --------------- | ---------------- | -------- | -------- | ------ | ------ | ---------- | ---------- | ------ | ------ |
| 100 m femminili | Tahesia Harrigan | 11"46    | 3        | 11"36  | 5      |            |            |        |        |

| Gara             | Atleta        | Qualificazioni | Qualificazioni | Finale | Finale |
| Gara             | Atleta        | Misura         | Pos.           | Misura | Pos.   |
| ---------------- | ------------- | -------------- | -------------- | ------ | ------ |
| Lancio del disco | Eric Matthias | 53"11          | 37             |        |        |